# Thrixspermum sarcophyllum
Thrixspermum sarcophyllum är en orkidéart som beskrevs av Leslie Andrew Garay. Thrixspermum sarcophyllum ingår i släktet Thrixspermum och familjen orkidéer. Inga underarter finns listade i Catalogue of Life.